# ألان باين
ألان باين (28 يناير 1903 في المملكة المتحدة - 16 أغسطس 1977 في المملكة المتحدة) (بالإنجليزية: Alan Payne)‏ هو لاعب كريكت بريطاني (وحمل سابقاً جنسية المملكة المتحدة لبريطانيا العظمى وأيرلندا). لعب مع Buckinghamshire County Cricket Club ‏ ونادي جامعة كامبريدج للكريكيت ‏.

## وصلات خارجية
- ألان باين على موقع إي آس بي آن كريك إنفو (الإنجليزية)